# (11351) Leucus
(11351) Leucus ist ein Asteroid aus der Gruppe der Jupiter-Trojaner. Damit werden Asteroiden bezeichnet, die auf den Lagrange-Punkten auf der Bahn des Planeten Jupiter um die Sonne laufen. Er ist dem Lagrange-Punkt L4 zugeordnet, das heißt (11351) Leucus läuft Jupiter in dessen Umlaufbahn um die Sonne um 60° voraus.
Er wurde vom Beijing Schmidt CCD Asteroid Program an der Xinglong Station in der chinesischen Provinz Hebei am 12. Oktober 1997 entdeckt.
Am 22. Februar 2016 wurde er nach Leucus benannt, einem Charakter aus Homers Ilias. Leucus war ein achaischer Krieger und Begleiter des Odysseus.

 Im April 2028 soll die Raumsonde Lucy an Leucus vorbeifliegen.